# Quantum Apocalypse
Quantum Apocalypse je americký televizní sci-fi film z roku 2010.

## Děj
Skupina vědců pod vedením nadaného autisty bojuje s časem v snaze zachránit lidstvo před smrtící anomálií. Vědci zjistí, že se na naší planetu nečekaně obrátila kometa. Pokud hrdinové nenajdou v průběhu několik dní řešení, pozemský život může přestat existovat.